# Jelena Dolgopolova
Jelena Vladimirovna Dolgopolova (ryska: Елена Владимировна Долгополова), född den 23 januari 1980 i Volgograd, Ryssland, är en rysk gymnast.
Hon tog OS-silver i lagmångkampen i samband med de olympiska gymnastiktävlingarna 1996 i Atlanta.